# Pnorisa emalica
Pnorisa emalica är en insektsart som först beskrevs av Boris Petrovich Uvarov 1941.  Pnorisa emalica ingår i släktet Pnorisa och familjen gräshoppor. Inga underarter finns listade i Catalogue of Life.